# Codec DNxHR
 (octobre 2023).
Si vous disposez d'ouvrages ou d'articles de référence ou si vous connaissez des sites web de qualité traitant du thème abordé ici, merci de compléter l'article en donnant les références utiles à sa vérifiabilité et en les liant à la section « Notes et références ».
 (octobre 2023).
La mise en forme du texte ne suit pas les recommandations de Wikipédia : il faut le « wikifier ».
Les points d'amélioration suivants sont les cas les plus fréquents. Le détail des points à revoir est peut-être précisé sur la page de discussion.
- Les titres sont pré-formatés par le logiciel. Ils ne sont ni en capitales, ni en gras.
- Le texte ne doit pas être écrit en capitales (les noms de famille non plus), ni en gras, ni en italique, ni en « petit »…
- Le gras n'est utilisé que pour surligner le titre de l'article dans l'introduction, une seule fois.
- L'italique est rarement utilisé : mots en langue étrangère, titres d'œuvres, noms de bateaux, etc.
- Les citations ne sont pas en italique mais en corps de texte normal. Elles sont entourées par des guillemets français : « et ».
- Les listes à puces sont à éviter, des paragraphes rédigés étant largement préférés. Les tableaux sont à réserver à la présentation de données structurées (résultats, etc.).
- Les appels de note de bas de page (petits chiffres en exposant, introduits par l'outil «  Source ») sont à placer entre la fin de phrase et le point final[comme ça].
- Les liens internes (vers d'autres articles de Wikipédia) sont à choisir avec parcimonie. Créez des liens vers des articles approfondissant le sujet. Les termes génériques sans rapport avec le sujet sont à éviter, ainsi que les répétitions de liens vers un même terme.
- Les liens externes sont à placer uniquement dans une section « Liens externes », à la fin de l'article. Ces liens sont à choisir avec parcimonie suivant les règles définies. Si un lien sert de source à l'article, son insertion dans le texte est à faire par les notes de bas de page.
- La présentation des références doit suivre les conventions bibliographiques. Il est recommandé d'utiliser les modèles {{Ouvrage}}, {{Chapitre}}, {{Article}}, {{Lien web}} et/ou {{Bibliographie}}. Le mode d'édition visuel peut mettre en forme automatiquement les références.
- Insérer une infobox (cadre d'informations à droite) n'est pas obligatoire pour parachever la mise en page.

Pour une aide détaillée, merci de consulter Aide:Wikification.
Si vous pensez que ces points ont été résolus, vous pouvez retirer ce bandeau et améliorer la mise en forme d'un autre article.
 (octobre 2023).
- Si vous ne connaissez pas le sujet, laissez ce bandeau (vous pouvez alors contacter les auteurs).
- Si vous supprimez le contenu mis en cause (vous pouvez préalablement contacter les auteurs),

argumentez précisément cette suppression dans la page de discussion
(un manque de référence n'est pas un argument ; une recherche réelle de référence doit avoir été effectuée, être formellement documentée).
Avid DNxHR, signifie « Digital Nonlinear Extensible High Resolution », c'est un codec de post-production UHDTV avec perte conçu pour les exports en hautes qualités et la composition. En matière de stockage et de bande passante ce codec est gourmand en comparaison a d'autre. Ce codec a été spécifiquement développé pour les résolutions supérieures à FHD/1080p et 2K, notamment les résolutions 4K et 8K. Cela dit le DNxHD continuera à être utilisé pour les résolutions HD.
Le 12 septembre 2014, Avid Technology, Inc. a annoncé le codec DNxHR dans le cadre d'une annonce plus large « Avid Resolution Independence » lors de son événement Avid Connect de l'automne 2014, qui s'est tenu lors de la conférence IBC 2014 à Amsterdam, aux Pays-Bas.
Le 22 décembre 2014, Avid a publié Media Composer 8.3 qui incluait la prise en charge des formats de projet 4K et du codec DNxHR. De plus amples détails sur le codec DNxHR ont été décrits dans le « Guide des flux de travail Avid haute résolution - décembre 2014 ».

## Utilisations
Il est utilisé dans le matériel. Par exemple, certains moniteurs de caméra dotés d'une capacité d'enregistrement peuvent enregistrer dans ce format pour une utilisation dans un logiciel de montage de post-production.
iI est également utilisé dans de très nombreux logiciels. De nombreux logiciels traitant la vidéo l'utilisent comme Davinci Resolve, Kdenlive, premier pro, FFmpeg, etc...
Son utilisation est multiplateforme, il à l'avantage de ne pas avoir de restriction d'utilisation en fonction du système d'exploitation utilisé, comme cela peut être le cas avec certains codec similaires équivalents.

## Spécifications préliminaires
Les DNxHR sont disponibles dans les variantes suivantes ,:
- DNxHR LB - Faible bande passante (8 bits 4:2:2) Qualité hors ligne
- DNxHR SQ - Qualité standard (8 bits 4:2:2) (adapté au format de livraison)
- DNxHR HQ - Haute qualité (8 bits 4:2:2)
- DNxHR HQX - Haute qualité (12 bits 4:2:2) (livraison de qualité diffusion UHD/4K)
- DNxHR 444 - Qualité de finition (12 bits 4:4:4) (livraison de qualité cinéma)

Les exigences en matière de bande passante pour le codec et ses différentes versions ont été annoncées dans le « Guide des flux de travail Avid haute résolution - décembre 2014 » à la page 111.